# Punxaflors gorjanegre
El punxaflors gorjanegre (Diglossa brunneiventris) és un ocell de la família dels tràupids (Thraupidae).

## Hàbitat i distribució
Habita la selva pluvial i arbusts, normalment a prop de l'aigua, als Andes del nord de Colòmbia, Perú, extrem nord de Xile i l'oest de Bolívia.